# Saint Paul's College
Il Saint Paul's College è un'università pubblica di indirizzo cattolico con sede a Winnipeg, in Manitoba, Canada.
Fu fondato nel 1926 dai missionari oblati di Maria Immacolata. Nel 1931 l'amministrazione del college passò al clero diocesano e l'istituto fu affiliato alla University of Manitoba. I gesuiti assunsero la direzione del college nel 1933.
L'arcivescovo di Winnipeg è, di diritto, cancelliere del college.